# Hòa Bình (Stadt)
Thành phố Hòa Bình ist eine Großstadt in der Provinz Hòa Bình (Vietnam).

## Verwaltung
Die Stadt ist Sitz der Provinzverwaltung.

### Administrative Einheiten

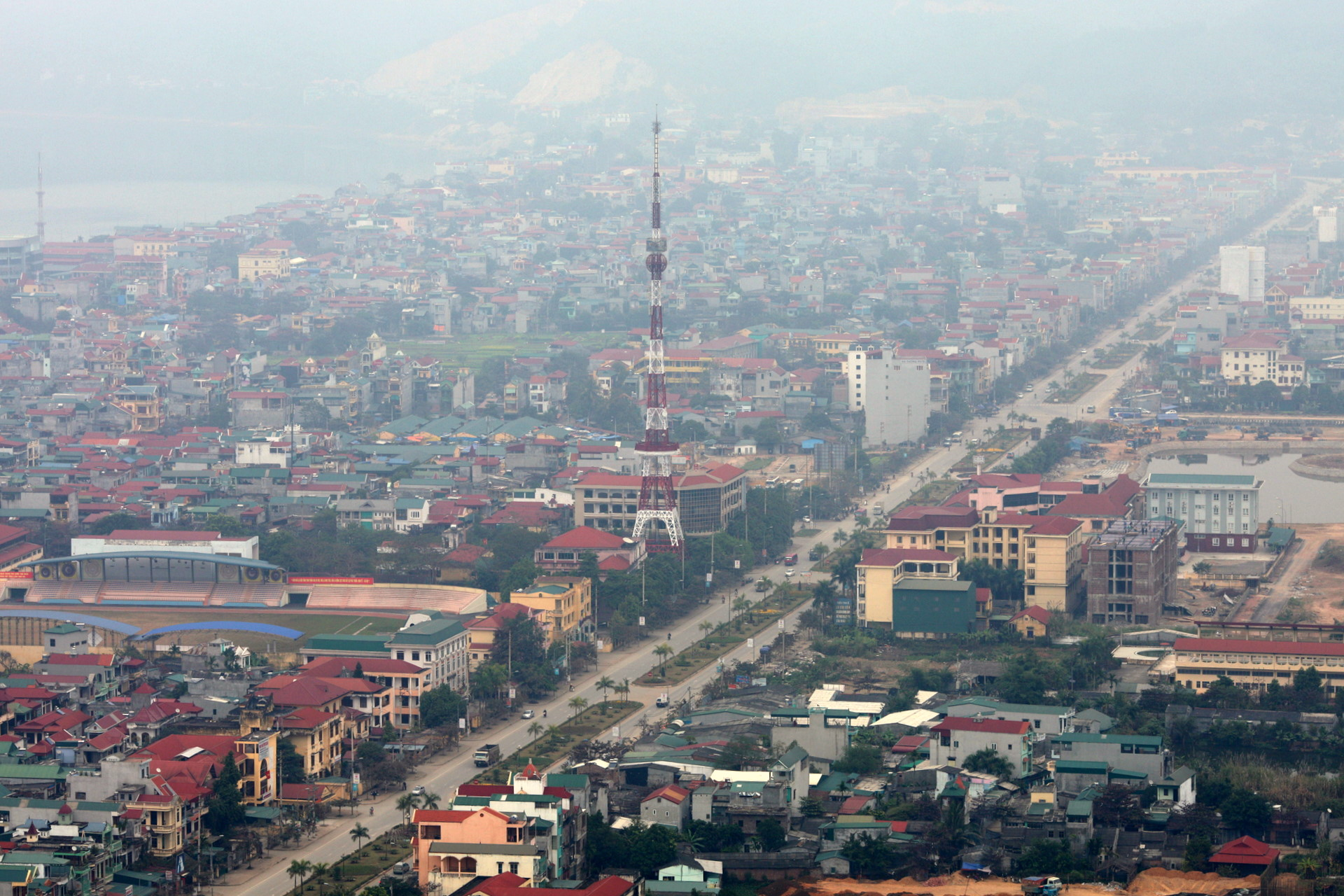

Es gibt acht phường und 7 xã
- Phường Chăm Mát
- Phường Đồng Tiến
- Phường Hữu Nghị
- Phường Phương Lâm
- Phường Tân Hòa
- Phường Tân Thịnh
- Phường Thái Bình
- Phường Thịnh Lang
- Xã Dân Chủ
- Xã Hoà Bình
- Xã Sủ Ngòi
- Xã Thái Thịnh
- Xã Thống Nhất
- Xã Trung Minh
- Xã Yên Mông

## Wirtschaft
Die Stadt ist ein bedeutender Handelsplatz für Reis und Forstprodukte.